# Estación Kōnokawa
La estación Konokawa (高野川駅 Kōnokawa-eki?) es una estación de la línea Yosan de la Japan Railways que se encuentra en la ciudad de Iyo de la prefectura de Ehime. El código de estación es el "S07".

## Estación de pasajeros

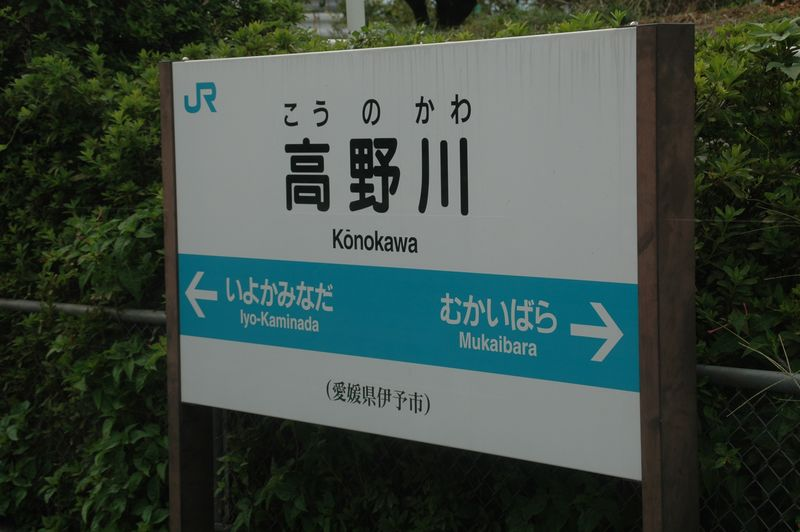
Cartel de la estación Konokawa.

Cuenta con una plataforma, la cual posee un único andén (andén 1). Las vías corren en sentido noreste-sudeste y la plataforma se encuentra del lado norte.
Es una estación sin personal y cuenta con una zona de espera abierta.

### Andén
| 1 | ● Línea Yosan | Hacia Iyo, Matsuyama, Hōjō, Imabari, Nyūgawa y Saijō (solo servicios comunes) |
| 1 | ● Línea Yosan | Hacia Nagahama, Yawatahama y Uwajima (solo servicios comunes)                 |

## Alrededores de la estación
- Ruta Nacional 378
- Balneario Kōnokawa (高野川海水浴場 Kōnokawa-kaisuiyokujō?)

## Historia
- 1963: el 1° de febrero se inaugura la estación Konokawa.
- 1987: el 1° de abril pasa a ser una estación de la división Ferrocarriles de Pasajeros de Shikoku de la Japan Railways.

## Estación anterior y posterior
- Línea Yosan 
  - Estación Mukaibara (S06)  <<  Estación Kōnokawa (S07)  >>  Estación Iyokaminada (S08)